# Maputo (Fluss)
Der Maputo (auch Suthu, Usutu, Great Usutu, Lusutfu oder Rio Maputo) ist ein Fluss in Südafrika, Eswatini und Mosambik. Er ist rund 350 Kilometer lang und mündet in die Maputo-Bucht.
Teilweise werden Suthu/Great Usutu/Lusutfu und der südlich gelegene Pongola als Quellflüsse des Maputo betrachtet.

## Geographie
Seine Quelle liegt in Mpumalanga, im weit östlich gelegenen Stufenland der Drakensberge (Drakensberg Escarpment) zwischen Ermelo und Amsterdam. Etwas westlicher davon entspringt der Vaal, der jedoch dem Oranje zufließt. Die Quelle des Suthu befindet sich auf einer Höhe von etwa 1680 Metern über dem Meeresspiegel. Der dortige Flussname Suthu soll sich auf früher dort lebende Basotho beziehen oder „Dunkelbrauner Fluss“ heißen. Im Oberlauf liegt bei Amsterdam die Talsperre Westoe Dam. Ihr Wasser wird unter anderem zur Kühlung in weiter westlich gelegenen Kohlekraftwerken genutzt.
Der Fluss fließt ostwärts nach Eswatini, wo er meist als Lusutfu oder Great Usutu bezeichnet wird. Er ist der längste Fluss des Landes und teilt das Land in zwei etwa gleich große Teile. Durch den Lubowane Feeder Canal wird Wasser des Lusutfu in die Talsperre des Nebenflusses Mhlathuzane geleitet. Das Flusswasser wird unter anderem für eine Pulpefabrik genutzt. Im weiteren Verlauf passiert der Lusutfu die Stadt Big Bend, die nach einem Mäander des Flusses benannt ist. Mit 21 Metern über dem Meeresspiegel liegt der tiefste Punkt Eswatinis am Lusutfu. Er fließt weiter in östlicher Richtung durch eine 13 Kilometer lange Schlucht in den Lebombobergen, wo er zugleich Grenzfluss von Südafrika und Eswatini ist. Anschließend bildet er auf 20 Kilometern die Staatsgrenze zwischen Südafrika und Mosambik.
Am Ostende dieses Abschnitts mündet der größte Nebenfluss des Lusutfu, der Pongola. Dort befindet sich am Südufer das Ndumo Game Reserve. Schließlich fließt der Fluss als „Maputo“ weitere 80 Kilometer in nordöstlicher, dann nördlicher Richtung bis zum Süden der Maputo-Bucht, wo er bei Bela Vista als Ästuar in diese mündet. Der Maputo ist ab der Pongola-Mündung schiffbar. Östlich des Unterlaufs liegt die Maputo Elephant Reserve.

## Einzugsgebiet
Das Einzugsgebiet des Maputo erstreckt sich über drei Länder. Den kleinsten Anteil hat Mosambik mit 5 % der Fläche (1.630 km²). Südafrika umfasst mit 56 % (16.744 km²) den größten Teil. Die restlichen 39 % (11.597 km²) befinden sich in Eswatini.

### Verträge
Das Einzugsgebiet des Maputos ist sehr wasserreich und besitzt deshalb in den drei Anliegerstaaten für deren Wasserbedarf eine hohe Bedeutung. Das führte am 17. Februar 1983 in Pretoria zur Unterzeichnung einer trilateralen Vereinbarung, auf deren Grundlage ein Arbeitsgremium zur Koordinierung und Aufsicht über die gemeinsame Wassernutzung geschaffen wurde. Diese Aufgabe erfüllt seitdem das Tripartite Permanent Technical Committee, abgekürzt TPTC (deutsch etwa: Ständige Trilaterale Technische Kommission). Das Incomati and Maputo Agreement von 2002 stellte diese Vereinbarung und ihre Praxis auf eine aktualisierte Grundlage.

### Aufteilung
Das Einzugsgebiet kann in neun Untereinzugsgebiete unterteilt werden. Diese teilen sich wie folgt auf:
| Fluss         | EZG [km²] | Fläche Mosambik [km²] | Fläche Südafrika [km²] | Fläche Eswatini [km²] | Abfluss [m³/s] |
| ------------- | --------- | --------------------- | ---------------------- | --------------------- | -------------- |
| Lusushwana    | 1.390     |                       | 264                    | 1.126                 | 13             |
| Mpuluzi       | 1.870     |                       | 1.590                  | 281                   | 8              |
| Usuthu        | 5.970     | 60                    | 955                    | 4.955                 | 19             |
| Ngwempisi     | 3.570     |                       | 2.071                  | 1.499                 | 16             |
| Mkhondvo      | 3.890     |                       | 2.529                  | 1.362                 | 18             |
| Ngwavuma      | 2.130     |                       | 234                    | 1.896                 | 6              |
| Pongola       | 9.580     |                       | 9.101                  | 479                   | 37             |
| Maputo        | 1.570     | 1.570                 |                        |                       | 3              |
| Maputo gesamt | 29.970    | 1.630                 | 16.744                 | 11.597                | 120            |

## Hydrologie
Die Abflussmenge des Einzugsgebietes des Flusses wurde an der Mündung in m³/s gemessen (Werte aus Diagramm abgelesen).

## Sonstiges
Der Fluss Maputo war für die Umbenennung der mosambikanischen Stadt Lourenço Marques in Maputo namensgebend. Sie liegt jedoch rund 20 Kilometer nördlich des Flusses, auf der anderen Seite der Maputo-Bucht.
Nach dem Flussnamen Usutu ist das Usutu-Virus benannt.